# Strešnevo
Strešnevo (in russo Стрешнево?) è una stazione dell'anello centrale di Mosca inaugurata nel 2016. La fermata è situata al confine dei quartieri di Sokol, Ščukino e Pokrovskoe-Strešnevo, nel distretto nord-occidentale della capitale russa. È una delle poche stazioni che si trova lungo una curva del tracciato ferroviario.
A poca distanza della stazione si trova l'omonima stazione posta sulla linea 2 dei diametri centrali di Mosca, inaugurata nel novembre 2019.
Nel 2017, la stazione era mediamente frequentata da soli 8.000 passeggeri giornalieri.
Tuttavia, con l'apertura della vicina stazione posta sulla linea 2 dei diametri, pare che il flusso di passeggeri sia sensibilmente aumentato.